# Drum național 38
Der Drum național 38 (rumänisch für „Nationalstraße 38“, kurz DN38) ist eine Hauptstraße in Rumänien. Er bildet zugleich die Europastraße 675, die in dem bulgarischen Grenzort Kardam (Кардам) endet.

## Verlauf
Die Straße beginnt in Agigea südlich von Constanța am Drum național 39 (zugleich Europastraße 87), der über Mangalia zur bulgarischen Grenze führt. Sie führt nach Südwesten durch die südliche Dobrudscha nach Negru Vodă und weiter zur rund 6 km entfernten bulgarischen Grenze. Auf bulgarischer Seite setzt sie sich als Nationalstraße II/29 fort.
Die Länge der Straße beträgt rund 60 km.